# Villa Bagatelle

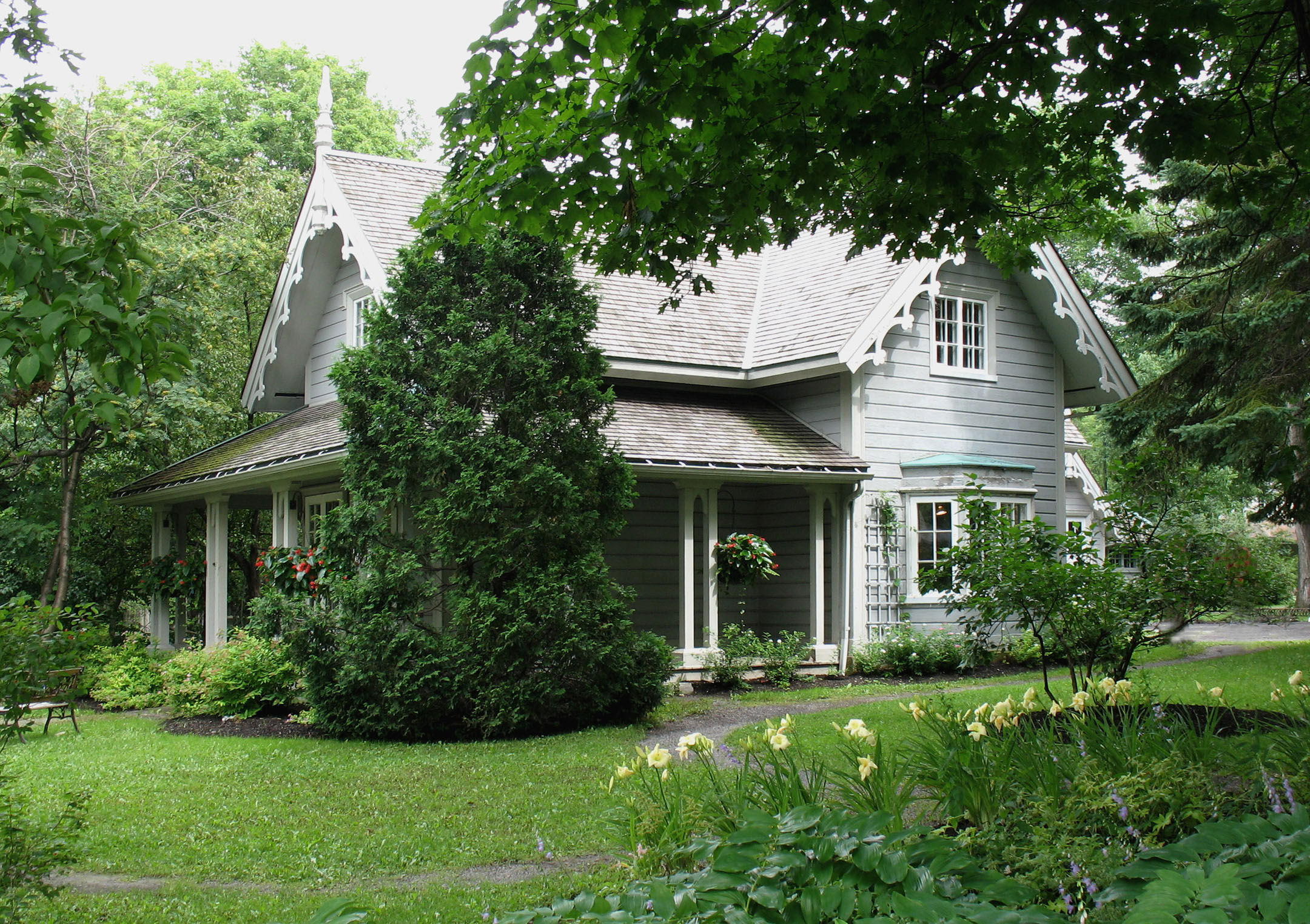
Villa Bagatelle

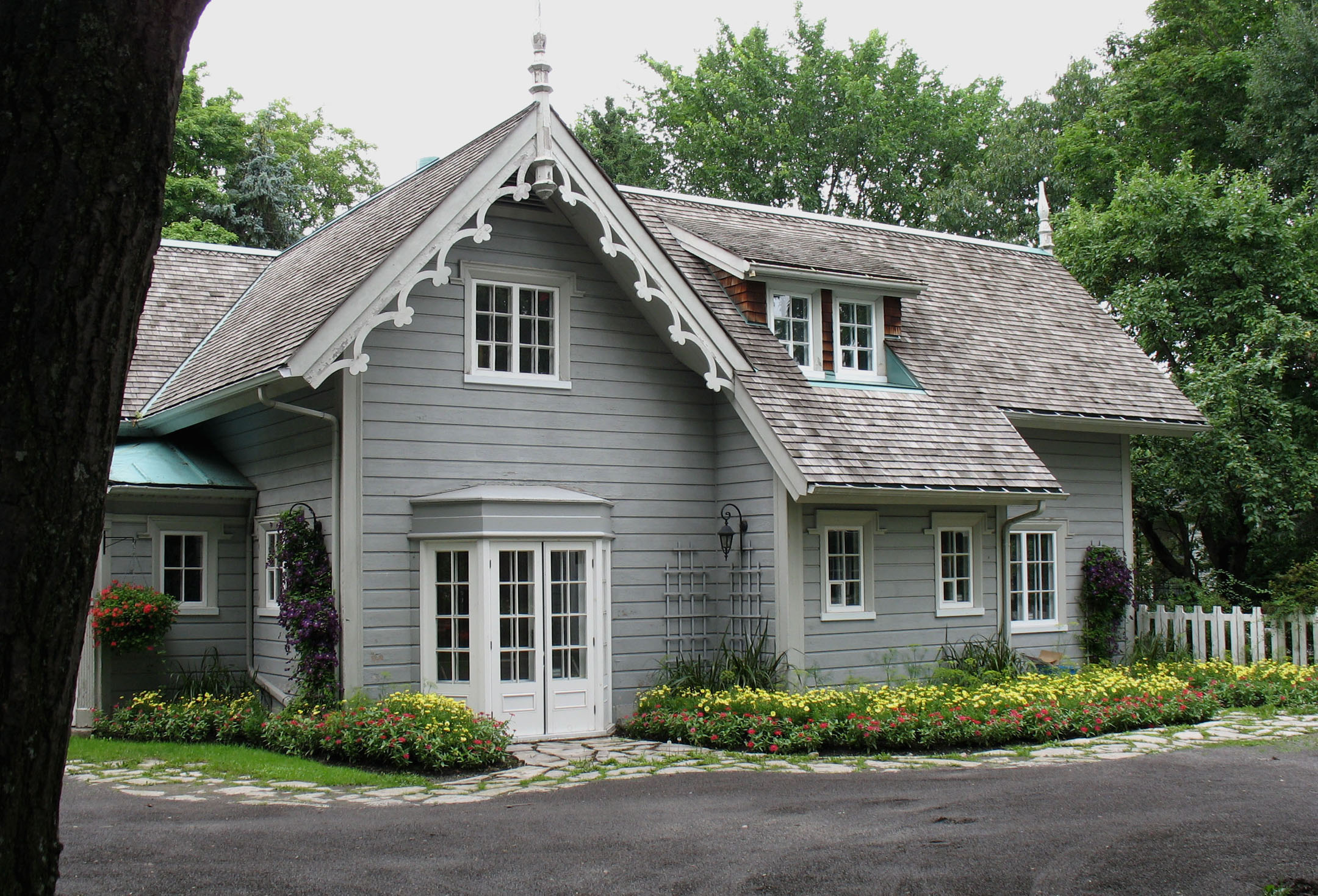
Weitere Ansicht

Die Villa Bagatelle (auch Spencer Cottage genannt) ist ein denkmalgeschütztes Wohnhaus in der kanadischen Stadt Québec. Es befindet sich im südwestlichen Stadtteil Sillery am Chemin Saint-Louis, am Rande des Parc du Bois-de-Coulonge. Die Mitte des 19. Jahrhunderts entstandene neugotische Villa steht inmitten eines Landschaftsgartens. Sie ist im Besitz der Stadt und wird für Ausstellungen genutzt.

## Geschichte
Der Holzhändler Romuald Henry Atkinson erwarb 1835 das Anwesen Spencer Wood (1966 niedergebrannt). Nebenan ließ er zwischen 1849 und 1852 das Spencer Cottage errichten. Es erhielt bald die Bezeichnung Villa Bagatelle, angelehnt an das Château Bagatelle im Bois de Boulogne in Paris. Der schottische Landschaftsgärtner Peter Lowe gestaltete die Gartenanlage nach englischem Vorbild um. Während Atkinson selbst in Spencer Wood lebte, überließen er bzw. seine Erben die Villa wohlhabenden Mietern.
Eine neue Besitzerin, Sophia Rhodes, gab 1926 eine Renovation in Auftrag, doch ein Brand zerstörte das Haus am 18. Dezember 1927 bis auf die Grundmauern. Im darauf folgenden Jahr wurde es durch den Architekten Thomas Reid Peacock neu errichtet, wobei er sich auf Fotografien stützte, da die Originalpläne nicht mehr vorhanden waren. 1929 waren die Arbeiten abgeschlossen. Von 1940 bis 1948 lebte hier Zita von Bourbon-Parma, die letzte österreichische Kaiserin, zusammen mit ihren Töchtern Charlotte und Elisabeth.
1971 verkaufte die Familie Rhodes die Villa an eine Immobilienfirma. Ein Jahrzehnt lang stand sie leer und verfiel allmählich, da das Unternehmen auf dem Grundstück den Bau eines Einkaufszentrums plante. 1983 wollte die damals noch eigenständige Stadt Sillery die Villa abreißen, was die Kulturgüterkommission der Provinz Québec vehement ablehnte. Die Stadt erwarb daraufhin das Gebäude und stellte es wieder instand. Seit 1985 ist die Villa Bagatelle der Öffentlichkeit zugänglich und wird regelmäßig für Ausstellungen und Empfänge genutzt. Der Unterhalt erfolgt seit 2002 durch die Verwaltung des Stadtbezirks Sainte-Foy–Sillery–Cap-Rouge.